# Одед
Пророк Одед је личност која се помиње у Старом Завету гл. 28. Друге књиге дневника. Био је из Самарије. Отац пророка Азарије.
Када су се Израелци победоносно вратили у Самарију из похода на Јудеју, Одед је убедио Израелце да дају слободу Јеврејима које су заробили (двеста хиљада жена, синова и кћери) и да врате војни плен који су узели. „Господ Бог се разгневио на Јевреје и предао их је у ваше руке. "Зар нисте криви пред Господом?", рекао је Одед пред војском. У свом говору од 9. до 11. стиха позвао их је да врате заробљенике. Библија наводи:
"А ондје бијаше пророк Господњи по имену Одид, и изиде пред војску која иђаше у Самарију, и рече им: гле, Господ Бог отаца ваших разгњеви се на Јудејце, зато их даде у ваше руке, те их побисте љуто да до неба доприје.
И још мислите подврћи синове Јудине и Јерусалимске да вам буду робови и робиње; а нијесте ли и ви сами скривили Господу Богу својему?
Зато послушајте ме сада, и вратите натраг то робље што заробисте браћи својој, јер се распалио гњев Господњи на вас". — Библија: 2. Летописа 28:9
Он се придружио некима од самарићанских вођа који су такође позивали на ово, и њихов позив је успео, и сви заробљеници Јудини су били нахрањени, обучени и обувени, помазани уљем и послани у Јерихон својој браћи.